# Hormographiella candelabrata
Hormographiella candelabrata är en svampart som beskrevs av Gené & Guarro 1992. Hormographiella candelabrata ingår i släktet Hormographiella och familjen Psathyrellaceae.   Inga underarter finns listade i Catalogue of Life.